# Matador (Texas)
Matador ist eine Stadt im Motley County im US-Bundesstaat Texas und Sitz der Countyverwaltung (County Seat). Das U.S. Census Bureau hat bei der Volkszählung 2020 eine Einwohnerzahl von 569 ermittelt.

## Geschichte
Die Stadt wurde 1891 gegründet und nach der dort liegenden Matador Ranch benannt. Die erste Post wurde 1886 eröffnet. Die größte Bevölkerungszahl wurde 1940 mit 1.376 Einwohnern registriert. Heute leben gemäß der Volkszählung im Jahr 2000 etwa 740 Einwohner dort.

## Wirtschaft
Die Stadt ist ein Umschlagplatz für Rinder, Pferde und Agrarerzeugnisse. Es gibt zwei Krankenhäuser, eine Schule, eine wöchentliche Zeitung und die Naherholungseinrichtungen am See Jameson Lake und dem Virginia Walton Park.

## Demografische Daten
Die bei der Volkszählung im Jahr 2000 ermittelten 740 Einwohner von Matador lebten in 308 Haushalten; darunter waren 222 Familien. Die Bevölkerungsdichte betrug 220 pro km². Im Ort wurden 395 Wohneinheiten erfasst. Unter der Bevölkerung waren 84 % Weiße, 6 % Afroamerikaner, 1 % amerikanische Indianer und 7 % von anderen Ethnien; 2 % gaben die Zugehörigkeit zu mehreren Ethnien an.
Unter den 308 Haushalten hatten 31 % Kinder unter 18 Jahren; 26 % waren Single-Haushalte. Die durchschnittliche Haushaltsgröße war 2,40, die durchschnittliche Familiengröße 2,88 Personen.
Die Bevölkerung verteilte sich auf 26 % unter 18 Jahren, 7 % von 18 bis 24 Jahren, 21 % von 25 bis 44 Jahren, 25 % von 45 bis 64 Jahren und 21 % von 65 Jahren oder älter. Der Median des Alters betrug 43 Jahre.

Der Median des Haushaltseinkommens betrug 27.778 $, der Median des Familieneinkommens 32.054 $. Das Prokopfeinkommen in Matador betrug 17.001 $. Unter der Armutsgrenze lebten 19,7 % der Bevölkerung.

## Söhne und Töchter der Stadt
- Karen Elliott House, Trägerin des Pulitzer-Preises stammt aus Matador.